# Ознобишин, Николай Нилович
Никола́й Ни́лович Озноби́шин (? — 11 ноября 1912) — российский помещик, видный деятель монархического движения, один из основателей Союза русского народа.

## Биография
Николай Нилович родился в дворянской семье богатых помещиков Ознобишиных. Его брат — саратовский губернский предводитель дворянства, камергер, член Государственного совета Владимир Нилович Ознобишин. 
Во время Первой Русской революции, в ноябре 1905 года, Николай Нилович Ознобишин принял участие в съезде землевладельцев. После окончания которого приехал в Санкт-Петербург, здесь он познакомился с целями и задачами Союза русского народа, вступил в его ряды. 

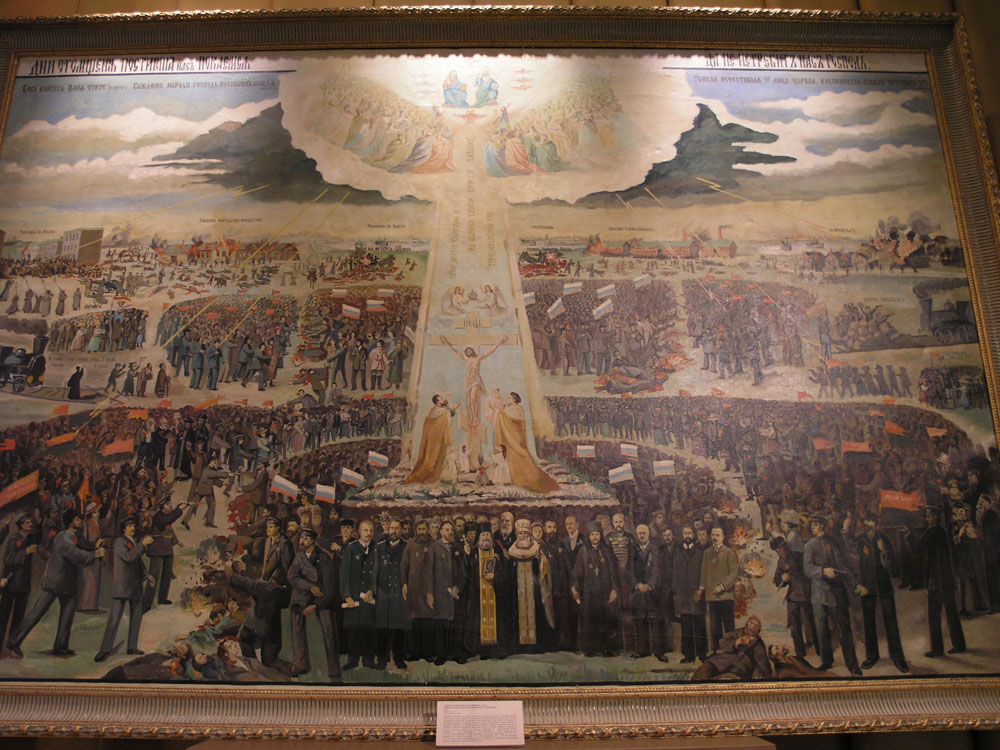
Картина «Дни отмщения постигоша нас... покаемся да не истребит нас Господь», 1905—1907 год, предположительно авторство Майков, Аполлон Аполлонович (его изображение присутствует на картине). Государственный музей истории религии. На картине, по-видимому, рукой автора надписано: «Ныне по примеру ангелов защищают Царскую власть от бесов главные учредители Союза Русского Народа: 1 — игумен Арсений; 2 — протоиерей Иоанн; 3 — А. Дубровин; 4 — И. Баранов; 5 — В. Пуришкевич; 6 — Н. Ознобишин; 7 — В. Грингмут; 8 — князь Щербатов; 9 — П. Булацель; 10 — Р. Трегубов; 11 — Н. Жеденов; 12 — Н. Большаков; 13 — о. Илиодор. В священных книгах сказано, что когда люди уклонялись в идолопоклонство, Бог истреблял их».

1 декабря 1905 года Ознобишин в составе делегации, возглавляемой князем А. Г. Щербатовым, был принят императором Николаем II; на приёме у императора Ознобишин выступил с речью от имени делегации. После этого он начал распространять идеи Союза русского народа в Москве и Московской губернии, 22 января 1906 года Николай Нилович совместно с В. А. Балашевым открыл Московский отдел Союза русского народа. Начальник Московского охранного отделения Е. К. Климович свидетельствует о том, что Ознобишин по собственной инициативе сотрудничал с охранным отделением, сообщая ей имеющиеся у него сведения о деятельности московских революционеров, был сторонником сохранения при Союза русского народа боевых дружин, созданных в период декабрьского вооружённого восстания в Москве. В 1907 году Ознобишин вместе с В. А. Грингмутом пытался объединить Московский отдел Союза русского народа с Русской монархической партией. По проекту Грингмута эти две организации к 1908 году должны были слиться в единый Монархический союз русского народа, в котором Грингмут хотел стать действующим председателем, а Ознобишин сделать почётным председателем новой организации. Смерть Грингмута изменила планы, Монархический союз русского народа был создан, однако в нём сразу началась внутренняя борьба, в ходе которой Ознобишин стал почётным и действительным председателем Совета Союза русского народа, а руководство Русской монархической партии в лице протоиерея И. И. Восторгова и архимандрита Макария (Гневушева), было отстранено от управления Союзом. Николай Нилович Ознобишин принимал активное участие в монархических съездов. 1-7 октября 1906 года он участвовал в 3-м Всероссийском съезде Русских людей в Киеве (Всероссийский съезд Людей Земли Русской). 8-10 марта 1909 года Ознобишин участвовал в работе Ярославского совещания (3-е частное Совещание отделов Союза русского народа в Ярославле). 14-16 мая 1912 года на 4-м Всероссийском съезде Союза русского народа в Санкт-Петербурге (на котором собирались сторонники Маркова) Николай Нилович Ознобишин был избран товарищем (заместителем) председателя съезда. 16-20 мая 1912 года, на 5-м Всероссийском съезде Русских людей в Санкт-Петербурге, Ознобишин был избран в члены президиума. Во время раскола в 1907 году в главном совете Союза русского народа Ознобишин поддержал «обновленцев», «открыто и решительно став на сторону идеи, а не личности (А. И. Дубровина)», — как писала о нём газета «Земщина». В последний год своей жизни Ознобишин тяжело
болел и был сильно подавлен из-за личных и материальных обстоятельств. Похоронен на кладбище Скорбященского монастыря. Его могила не сохранилась.